# Cameo
Cameo je kratko pojavljivanje poznatih osoba u primijenjenim umjetnostima, kao što su predstave, filmovi, videoigre i televizija. U takvim ulogama često se pojavljuju filmski redatelji, političari, športaši, glazbenici i druge slavne osobe.
Cameo nastupi su često nepotpisani zbog njihova kratkog trajanja. Često služe za privlačenje pozornosti. Razlog može biti glumčev doprinos ranijem djelu, kao što je to slučaj kod mnogih filmskih adaptacija TV serija ili remakeova ranijih filmova.
Cameo nastup može predstaviti neki lik važnijim bez obzira na kratkoću pojavljivanja. Primjeri takvih nastupa su oni  Seana Conneryja u filmu Robin Hood: Princ lopova ili  Teda Dansona u  Spašavanju vojnika Ryana.
Cameo nastupi česti su i u romanima i drugim književnim oblicima. "Književni cameo nastupi" uključuju poznatog junaka iz nekog drugog djela koji se nakratko pojavljuje kako bi istaknuo povezanost sa svojim originalnim djelom. Autor može ubaciti cameo nastup kako bi stavio "osobni pečat" na priču. Primjer iz triler žanra je Clive Cusler, koji se pojavljuje u svojim romanima kao "surovi starac" koji savjetuje akcijskog junaka Dirka Pitta.

### Primjeri cameo nastupa
Film Mikea Todda,  Put oko svijeta u 80 dana (1956.) bio je pun cameo nastupa (John Gielgud kao engleski batler, Frank Sinatra svira klavir u salonu) te je predstavio pojam izvan kazališne profesije. Zanimljivo, i filmska verzija iz 2004., redatelja Franka Caracija, također je puna cameo nastupa.
Redatelji se često pojavljuju u cameo ulogama kako bi ostavili osobni "pečat" na film. 37 cameo pojavljivanja  Alfreda Hitchcocka u svojim filmovima pomoglo je da se taj termin popularizira među širokom publikom. Često čudnovati, cameo nastupi su postali tako popularni da ih je publika počela tražiti. Hitchcock je u jednom trenutku počeo stavljati cameo pojavljivanja na početak filma kako bi se publika mogla koncentrirati na priču.
I drugi redatelji su također poznati po cameo ulogama u svojim filmovima. M. Night Shyamalan se pojavljuje u nekim svojim filmovima, kao što je Selo, u kojem je prikazan u staklenom odrazu te kao sumnjivi obožavatelj kojeg Bruce Willis traži na stadionu u Neslomljivima. U  Šestom čulu se pojavljuje kao liječnik u bolnici te ima kratki nastup u kratkoj sceni s djetetovom majkom.
U remakeovima i nastavcima često se pojavljuju glumci iz originalnih filmova. U TV filmu Moby Dick iz 1998., s  Patrickom Stewartom u ulozi Kapetana Ahaba, u cameo ulozi se pojavljuje Gregory Peck, koji je portretirao Ahaba u istoimenom filmu iz 1956. kojeg je režirao John Huston.
Filmovi temeljeni na stvarnim događajima često uključuju cameo nastupe ljudi koje se portretira u njima. U filmu iz 2006., Potraga za srećom, na kraju se pojavljuje Chris Gardner. U filmu 24 Hour Party People, koji govori o Tonyju Wilsonu, kratko se pojavljuje sami Wilson. U filmu  Apollo 13, James Lovell (stvarni zapovjednik tog leta) se pojavljuje na kraju, rukujući se s  Tomom Hanksom (glumcem koji je utjelovio Lovella).
U filmovima se na sličan način pojavljuju i osobe poznate po svojim dostignućima izvan filmske industrije, obično povezane s temom filma. U filmu October Sky (1999.), radnjom smještenom u pedesete godine u gorju Appalachia, pojavljuje se fotograf O. Winston Link kao strojovođa lokomotive. Link je postao slavan u pedesetima zbog opisivanja zadnjih dana korištenja parne lokomotive u toj regiji. U filmu Tko je ovdje lud? (2000.), smještenom u vrijeme  Velike depresije na ruralni Jug, pojavljuju se poznati country glazbenici kao što su Alison Krauss, Robert Stanley, Gillian Welch, The Whites i Fairfield Four. Stan Lee, osnivač strip izdavačke kuće Marvel se često pojavljuje na filmu i televizijskim serijama temeljenima na Marvelovim junacima.
Drugi cameo nastupi jednostavno uključuju nastupe poznatih. U filmu iz 2003., Kill Bill, Samuel L. Jackson (koji je nastupio u  Paklenom šundu redatelja  Quentina Tarantina) se pojavljuje kao Rufus, koji svira klavir na mladenkinom vjenčanju. Ben Stiller pojavljuje se u spotu grupe Tenacious D za njihovu pjesmu "Tribute". U filmu  Casino Royale iz 2006., Richard Branson se pojavljuje kao putnik kojeg pretražuju zaštitari. U filmu iz 2007. Pirati s Kariba: Na kraju svijeta, gitarist Rolling Stonesa Keith Richards se pojavljuje kao otac Jacka Sparrowa (Johnny Depp). Richards je bio jedan od Deppovih inspiracija za lik Sparrowa.